# Copa da República de Ciclismo de 2013
A Copa da República de Ciclismo de 2013 foi a décima primeira edição da Copa da República de Ciclismo, que ocorreu no dia 3 de março de 2013. A competição foi um evento de classe 3 no Calendário Brasileiro de Ciclismo. No masculino, Cristian Egídio comemorou uma inesperada vitória no sprint final à frente do defensor do título e tricampeão Francisco Chamorro. Na prova feminina, a vitória foi de Valquíria Pardial.
A prova foi realizada no Centro Histórico de São Paulo, a primeira vez que o evento ocorre na cidade, em um circuito de 2.535 metros, em torno do qual a competição masculina percorreu 40 minutos mais uma volta, e a feminina, 20 minutos mais uma volta. As largadas e chegadas foram em frente ao Praça da República. A largada da prova feminina ocorreu às 8h30 da manhã, enquanto a elite masculina largou as 9h40.
Um total de R$ 11.900 foi distribuído em premiações, divididos entre os 5 primeiros colocados da prova masculina e o primeiro colocado nas metas volantes dessa, que ocorreram 7 vezes durante a prova (em todas as passagens pela linha de chegada entre a 2ª e 8ª volta) e entre as 3 primeiras colocadas na categoria feminina e a primeira colocada entre as metas volantes desta, que ocorreram 2 vezes durante a prova (na 2ª e 3ª passagem pela linha de chegada).

## Equipes
A competição reuniu 15 equipes nacionais, sendo as 5 primeiras do Ranking Nacional de 2012 e outras 10 convidadas pela organização. Cada equipe podia inscrever entre 5 e 6 ciclistas, com um limite de um atleta estrangeiro por equipe.
| São Francisco Saúde - Powerade - Botafogo - Ribeirão Preto FW Engenharia - Três Rios - Amazonas Bike Funvic - Brasilinvest - Caloi - São José dos Campos São Lucas Saúde - Giant - Americana ADF Liniers - Semel - Bauru Associação Ciclistica Alfa - Goiás Avaí - FME Florianópolis - APGF Clube DataRo de Ciclismo - Cascavel | Clube Maringaense de Ciclismo GRCE Memorial - Prefeitura de Santos Ironage - Colner - Sorocaba Print Bike em Ação - Paragominas São Caetano do Sul - Vzan - DKS Bike - Maxxis Suzano - DSW Automotive Velo - Seme Rio Claro |

## Resultados

### Masculino
81 ciclistas das principais equipes do país largaram a prova na categoria elite masculino. O circuito de 2.535 metros era bastante plano e portanto pouco difícil, mas também era um pouco técnico, com 12 curvas no total. Desde a largada, foi o Clube DataRo de Ciclismo - Cascavel quem forçou o ritmo do pelotão, revezando-se em ataques e fugas com todos seus atletas, obrigando as demais equipes a trabalharem no pelotão para neutralizá-las.
A maioria das fugas era neutralizada antes de conseguir uma vantagem considerável, principalmente devido ao fato de a prova era bastante curta e rápida. A três voltas do fim da prova, Kléber Ramos protagonizou sozinho uma das fugas que chegou a criar a maior chance de vitória, conseguindo abrir mais de 10 segundos de vantagem para o pelotão. O ataque veio como uma surpresa para os rivais, visto que Ramos é um velocista, ciclista que normalmente guarda suas energias para o sprint final nos últimos metros.
Mas a tentativa de Ramos também foi neutralizada no final da penúltima volta, e um pelotão compacto - agora formado por somente 25 ciclistas - preparou-se para decidir o vencedor no sprint final. Como nenhuma equipe tinha um grande número de ciclistas, não houve muita organização na chegada. A 500 metros do fim, Gideoni Monteiro tentou um último ataque e chegou a abrir alguns metros, mas liderado por Alex Diniz, o pelotão o neutralizou a 200 metros da chegada. Tão logo ele foi alcançado, Cristian Egídio saiu da roda de Diniz e abriu o sprint. O tricampeão Francisco Chamorro mostrou mais velocidade nos últimos metros, mas encontrava-se 5 posições na fileira de ciclistas atrás de Egídio a 200 metros do fim, e conseguiu ultrapassar a todos menos ao ciclista da DataRo, que celebrou a inesperada vitória, já que ele não é conhecido por suas habilidades no sprint. Edgardo Simon chegou em terceiro, com seu companheiro de equipe João Marcelo Gaspar em 4º e Geraldo da Silva Souza completando o pódio. Como os ciclistas que ficavam mais de 1 minuto atrás do pelotão eram cortados em cada volta, somente 28 ciclistas completaram a prova.
|    | Ciclista                | Equipe                                    | Tempo   |
| -- | ----------------------- | ----------------------------------------- | ------- |
| 1  | Cristian Egídio         | Clube DataRo de Ciclismo                  | 44' 34" |
| 2  | Francisco Chamorro      | Funvic Brasilinvest - São José dos Campos | m.t.    |
| 3  | Edgardo Simon           | Ironage - Colner - Sorocaba               | m.t.    |
| 4  | João Marcelo Gaspar     | Ironage - Colner - Sorocaba               | m.t.    |
| 5  | Geraldo da Silva Souza  | São Lucas - Giant - Americana             | m.t.    |
| 6  | Gustavo Erivan da Costa | São Caetano do Sul - Vzan - DKS Bike      | m.t.    |
| 7  | Daniel Rogelin          | São Francisco Saúde - Ribeirão Preto      | m.t.    |
| 8  | Joel Candido Junior     | São Caetano do Sul - Vzan - DKS Bike      | m.t.    |
| 9  | Luiz Alberto Ortiz      | Suzano - DSW Automotive                   | m.t.    |
| 10 | Ricardo Andrey Queiroz  | São Caetano do Sul - Vzan - DKS Bike      | m.t.    |

### Feminino
Na categoria elite feminino, foram convidadas as 17 melhores ciclistas no Ranking Nacional de 2012, que disputariam 20 minutos e mais uma volta. O ritmo foi forte desde o começo e nenhuma fuga teve sucesso, significando que após 15,2 quilômetros de prova (6 voltas), a vitória foi decidida no sprint final. Valquíria Pardial foi a mais veloz e garantiu a vitória.
|   | Ciclista          | Equipe                                    | Tempo   |
| - | ----------------- | ----------------------------------------- | ------- |
| 1 | Valquíria Pardial | Funvic Brasilinvest - São José dos Campos | 25' 30" |
| 2 | Gimena Stocco     | São Francisco Saúde - Ribeirão Preto      | m.t.    |
| 3 | Luciene Ferreira  | Funvic Brasilinvest - São José dos Campos | m.t.    |
| 4 | Danilas da Silva  | Velo - Seme Rio Claro                     | m.t.    |
| 5 | Cristiane Pereira | Suzano - DSW Automotive                   | m.t.    |

## Ligações Externas
- «Sítio oficial»
- Resultado Masculino Elite
- Resultado Feminino Elite